# Coupe Dewar 1905
Navigation
Coupe Dewar 1904 Coupe Dewar 1906
La Coupe Dewar 1905 est la 7e édition de la Coupe Dewar.
Elle oppose huit clubs parisiens en matchs à élimination directe. Le RC France remporte la finale face à US parisienne sur tapis vert et gagne ainsi son deuxième titre dans la compétition.

## Compétition

### Quart de finale
Les quarts de finale ont lieu le 16 octobre 1904,.
| Quart de finale | RC France | 4 – 3 a. p. | SA Montrouge |  |
| 16 octobre 1904 |           |             |              |  |

| Quart de finale | US parisienne | 5 – 0 | Paris Star |  |
| 16 octobre 1904 |               |       |            |  |

| Quart de finale | FC Paris | 2 – 1 | AS française |  |
| 16 octobre 1904 |          |       |              |  |

| Quart de finale | CA XIVe | 4 – 0 | SA Club |  |
| 16 octobre 1904 |         |       |         |  |

### Demi-finales
Les demi-finales ont lieu le 13 novembre 1904.
| Demi-finale      | RC France                  | 3 – 2 | CA XIVe |  |  |
| 13 novembre 1904 | Lindemann · Puget · Tunmer |       | Schaff  |  |  |

| Demi-finale      | US parisienne | 4 – 0 | FC Paris |  |
| 13 novembre 1904 |               |       |          |  |

### Finale
La finale a lieu le 16 avril 1905. L'US parisienne l'emporte par deux buts à zéro face au RC France, mais le Racing dépose réclamation, car l'US parisienne a fait jouer Mesnier, qui avait déjà joué en quart de finale avec le FC Paris. Il est dans un premier temps décidé de faire rejouer la finale, mais les deux clubs font appel. Le litige est réglé par le Comité de Paris de l'USFSA, qui, par douze voix contre trois, décide d'appliquer le règlement et donne match perdu à l'US parisienne.
| Finale        | RC France | tapis vert | US parisienne |  |
| 16 avril 1905 |           |            |               |  |